# Alysa Liu
Alysa Liu (ur. 8 sierpnia 2005 w Clovis) – amerykańska łyżwiarka figurowa, startująca w konkurencji solistek. Mistrzyni (2025) i brązowa medalistka mistrzostw świata (2022), uczestniczka igrzysk olimpijskich (2022), brązowa medalistka mistrzostw świata juniorów (2020), srebrna medalistka finału cyklu Junior Grand Prix (2019), dwukrotna mistrzyni Stanów Zjednoczonych (2019, 2020).
W 2018 roku została najmłodszą łyżwiarką figurową (12 lat, 11 miesięcy i 25 dni) oraz czwartą Amerykanką w historii, która wykonała w zawodach międzynarodowych potrójnego axla.
W 2019 roku została najmłodszą mistrzynią Stanów Zjednoczonych w kategorii seniorów, mając 13 lat, 5 miesięcy i 17 dni. Wiek ten nie pozwalał jej wówczas na międzynarodowe starty nawet w kategorii juniorów.   

## Biografia
Alysa Liu jest najstarszą z pięciorga dzieci Arthura Liu, który w latach 90. XX w., w wieku 25 lat wyemigrował z małej wsi w chińskiej prowincji Syczuan do Kalifornii tuż po zdobyciu wykształcenia na chińskich uniwersytetach. Jej ojciec ukończył następnie studia na dwóch kalifornijskich uniwersytetach i został prawnikiem praktykującym w wielu dziedzinach. Zarówno Alysa, jak i jej młodsze rodzeństwo (siostra i trojaczki – dwóch braci i siostra) zostały urodzone przez dwie surogatki, zaś komórki jajowe pochodziły od anonimowych dawczyń. Ojciec poinformował Alysę o okolicznościach jej narodzin, gdy sama zapytała o swój mniej azjatycki wygląd mając 8 lat. Dowiedziała się wtedy, że poznała już wcześniej kobietę, która ją urodziła, zaś sama Alysa postanowiła utrzymywać z nią kontakt.
Liu rozpoczęła naukę jazy na łyżwach za namową ojca, który po przyjeździe do Stanów Zjednoczonych w latach 90. XX w. był zafascynowany karierą Michelle Kwan. Jej trenerką została Laura Lipetsky.
W 2016 roku 10-letnia Alysa stała się najmłodszą łyżwiarką, która wygrała tytuł mistrzyni Stanów Zjednoczonych w kategorii Intermediate wykonując w swoim programie aż cztery potrójne skoki łyżwiarskie. W kolejnym roku zajęła 4. miejsce w zawodach krajowych w kategorii Novice podejmując próby aż siedmiu potrójnych skoków.
W 2018 roku Liu była najmłodszą zawodniczką w mistrzostwach Stanów Zjednoczonych w kategorii juniorów co nie przeszkodziło jej w zdobyciu złotego medalu. Liu zadebiutowała również na arenie międzynarodowej w kategorii Advanced Novice – zajęła 2. miejsce na International Challenge Cup oraz Asian Open Trophy, gdzie w programie dowolnym wykonała potrójnego axla zostając tym samym najmłodszą łyżwiarką w historii oraz czwartą Amerykanką w historii (po Harding, Meissner, Nagasu), która wylądowała ten skok w oficjalnych zawodach.
W 2019 roku, pomimo tego, że Liu nie osiągnęła wieku juniorskiego uprawniającego jej do udziału w zawodach z cyklu Junior Grand Prix to wzięła udział w mistrzostwach Stanów Zjednoczonych w kategorii seniorów. 25 stycznia 2019 roku pobiła rekord Tary Lipinski i została najmłodszą mistrzynią Stanów Zjednoczonych mając 13 lat, 5 miesięcy i 17 dni.
W 2022 roku wystąpiła na Zimowych Igrzyskach Olimpijskich 2022 w Pekinie i zajęła siódme miejsce w rywalizacji solistek. Nie brała udziału w zawodach drużynowych. Na zakończenie sezonu olimpijskiego w 2022 roku zdobyła brązowy medal mistrzostw świata. 
9 kwietnia 2022 roku ogłosiła zakończenie kariery amatorskiej. W 2024 roku zdecydowała się wznowić karierę i powrócić do startowania w zawodach amatorskich w sezonie 2024/2025.
29 marca 2025 r. w trakcie odbywających się w hali TD Garden w Bostonie w Stanach Zjednoczonych Mistrzostwach świata w łyżwiarstwie figurowym 2025 została mistrzynią świata w kategorii solistek.

## Osiągnięcia

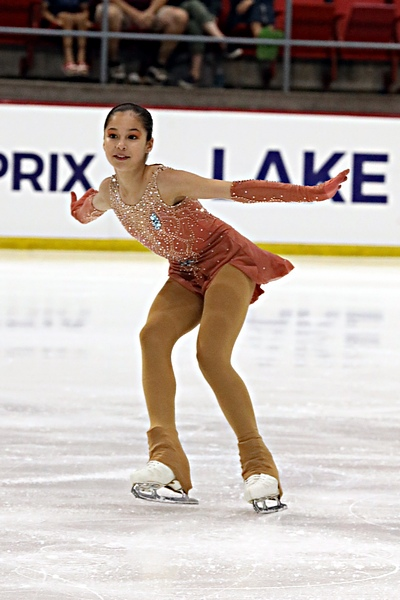
Liu podczas programu krótkiego na zawodach JGP w Lake Placid 2019

| Zawody                                | 14–15          | 15–16          | 16–17          | 17–18          | 18–19          | 19–20          | 20–21          | 21–22          | 22–23          | 23–24          | 24–25          |                |                |                |                |                |                |                |
| Międzynarodowe                        | Międzynarodowe | Międzynarodowe | Międzynarodowe | Międzynarodowe | Międzynarodowe | Międzynarodowe | Międzynarodowe | Międzynarodowe | Międzynarodowe | Międzynarodowe | Międzynarodowe | Międzynarodowe | Międzynarodowe | Międzynarodowe | Międzynarodowe | Międzynarodowe | Międzynarodowe | Międzynarodowe |
| ------------------------------------- | -------------- | -------------- | -------------- | -------------- | -------------- | -------------- | -------------- | -------------- | -------------- | -------------- | -------------- | -------------- | -------------- | -------------- | -------------- | -------------- | -------------- | -------------- |
| Zimowe igrzyska olimpijskie           |                |                |                |                |                |                |                | 7              |                |                |                |                |                |                |                |                |                |                |
| Mistrzostwa świata                    |                |                |                |                |                |                |                | 3              |                |                | 1              |                |                |                |                |                |                |                |
| Mistrzostwa Czterech Kontynentów      |                |                |                |                |                |                |                |                |                |                | 4              |                |                |                |                |                |                |                |
| GP NHK Trophy                         |                |                |                |                |                |                |                | 4              |                |                | 4              |                |                |                |                |                |                |                |
| GP Skate Canada International         |                |                |                |                |                |                |                | 5              |                |                | 6              |                |                |                |                |                |                |                |
| CS Lombardia Trophy                   |                |                |                |                |                |                |                | 1              |                |                |                |                |                |                |                |                |                |                |
| CS Nebelhorn Trophy                   |                |                |                |                |                |                |                | 1              |                |                |                |                |                |                |                |                |                |                |
| CS Budapest Trophy                    |                |                |                |                |                |                |                | 1              |                |                | 1              |                |                |                |                |                |                |                |
| CS Golden Spin of Zagreb              |                |                |                |                |                |                |                |                |                |                | 1              |                |                |                |                |                |                |                |
| Cranberry Cup                         |                |                |                |                |                |                |                | 1              |                |                |                |                |                |                |                |                |                |                |
| Międzynarodowe: Kategorie młodzieżowe |                |                |                |                |                |                |                |                |                |                |                |                |                |                |                |                |                |                |
| Mistrzostwa świata juniorów           |                |                |                |                |                | 3              |                |                |                |                |                |                |                |                |                |                |                |                |
| JGP Finał                             |                |                |                |                |                | 2              |                |                |                |                |                |                |                |                |                |                |                |                |
| JGP w Polsce                          |                |                |                |                |                | 1              |                |                |                |                |                |                |                |                |                |                |                |                |
| JGP w Stanach Zjednoczonych           |                |                |                |                |                | 1              |                |                |                |                |                |                |                |                |                |                |                |                |
| Asian Open Trophy                     |                |                |                | 2 N            | 1 N            |                |                |                |                |                |                |                |                |                |                |                |                |                |
| International Challenge Cup           |                |                |                | 2 N            |                |                |                |                |                |                |                |                |                |                |                |                |                |                |
| Krajowe                               |                |                |                |                |                |                |                |                |                |                |                |                |                |                |                |                |                |                |
| Mistrzostwa Stanów Zjednoczonych      |                | 1 I            | 4 N            | 1 J            | 1              | 1              | 4              | WD             |                |                | 2              |                |                |                |                |                |                |                |
| Pacific Coast Sectionals              |                | 1 I            | 2 N            | 1 J            | 1              |                |                |                |                |                |                |                |                |                |                |                |                |                |
| Central Pacific Regionals             | 6 V            | 2 I            | 2 N            | 1 J            | 1              |                |                |                |                |                |                |                |                |                |                |                |                |                |